# Manon Lescaut (Auber)

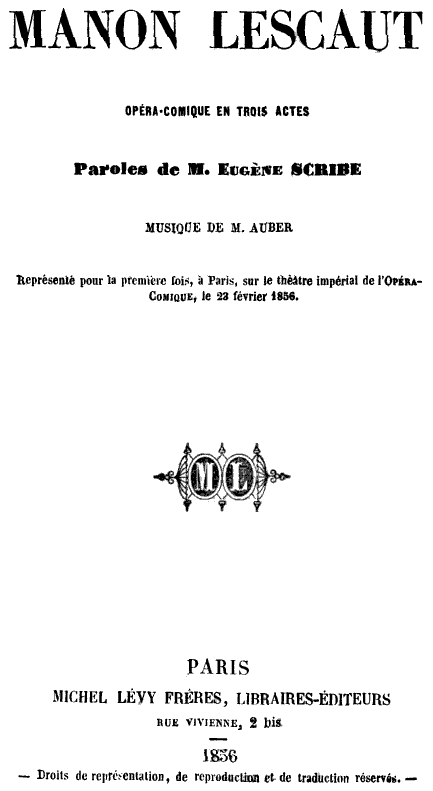
Framsida till Aubers opera.

Manon Lescaut är en fransk opéra comique i tre akter med musik av Daniel Auber och libretto av Eugène Scribe efter Abbé Prévosts roman L'Histoire du chevalier des Grieux et de Manon Lescaut (1731).

## Historia
Operan hade premiär den 23 februari 1856 på Opéra-Comique i Paris och var det första verket som sattes upp där med en handling utan lyckligt slut. Aubers opera har överskuggats av Jules Massenets (Manon) och Giacomo Puccinis (Manon Lescaut) mer berömda och spelade versioner på samma libretto. Ämnesvalet vållade kritik på sin tid för dess "omoral", men Scribe hade gjort avsevärda omändringar från originalet och behållit endast tre av romanens karaktärer: Manon, Des Grieux och Lescaut (som nu blev Manons kusin och inte hennes bror som i romanen). Scribe betonade också Manons underliggande trohet gentemot Des Grieux trots hennes många avsteg från just troheten. 

## Personer
- Manon Lescaut (koloratursopran)
- Des Grieux (tenor)
- Le Marquis d'Hérigny (baryton)
- Lescaut, Manons kusin (bas)
- Marguerite, Manons väninna (sopran)
- Gervais, hennes fästman (tenor)
- Madame Bancelin, kabaretvärdinna (mezzosopran)
- Monsieur Durozeau, kommissarie (baryton)
- Monsieur Renaud, polisinspektör (baryton)
- Zaby, en ung slavinna (sopran)
- En sergeant (bas)
- Borgare, soldater, arbetare, invånare i New Orleans, slavar, soldater (kör)

## Handling
För handling se Puccinis Manon Lescaut

## Musiken
Rollen som Manon Lescaut är en krävande roll med en väldigt hög tessitura, förlängda och utsmyckade passager samt arior med särdeles tekniska svårigheter. Förutom det erbjuder den rika möjligheter till karaktärisering och (åtminstone före Puccinis och Massenets operor på samma ämne dök upp) var en av hörnstenarna inom operarepertoaren - inte bara i Frankrike utan även i Tyskland. Rollen som Marquis d'Herigny, skriven för den berömde barytonsångaren Jean-Baptiste Faure, innehåller också flera betydande arior; men tenorrollen som Des Grieux (som gavs två stora arior av Massenet och fyra av Puccini) saknar en stor aria, även om karaktären deltar i en serie fina duetter, särskilt Manons död i slutet av operan.
Ett nummer har bibehållit sin popularitet hos koloratursopranerna. Det rör sig om Manons solo, "C'est l'histoire amoureuse", även känd som "L'éclat de rire" eller "Skrattsången". Det är ingen fristående aria, den ingår i finalen till akt I men ända sedan starten har den varit ett givet slagnummer sådana sångerskor som Adelina Patti (som sjöng den under sånglektionsscenen Barberaren i Sevilla), Amelita Galli-Curci, Joan Sutherland och Edita Gruberová.